# 장영혜
장영혜(張英惠)는 대한민국의 설치 미술가이다.
1987년 파리 1대학에서 미학 박사 학위를 받았고 1989년 두손화랑 개인전을 가진 것을 시작으로 유럽과 서울을 오가며 왕성한 활동을 하고 있다. 1995년에 광주 비엔날레에 참여하였고 1996년에 문예진흥원 미술회관에서 개인전을 가졌으며 디지털 방식을 적극적으로 활용한 미술 작업을 해오고 있다. 1999년에는 장영혜는 마크 보주와 함께 ‘장영혜중공업’이라는 넷 아티스트 그룹을 조직하였다.
장영혜는 ‘장영혜중공업’을 통하여 1999년에 쌈지 오픈 스튜디오에서 ‘삼성 프로젝트’를 발표하면서 21세기의 대표적인 한국 미술가로 활동하게 되었다.

## 전시
- 1989년, 개인전, 두손갤러리
- 1994년, 개인전, 갤러리콘
- 1995년, 광주비엔날레 특별전
- 1996년 2월 22일-2월 28일, 개인전, 문예진흥원 미술회관
- 1997년 12월-1998년 1월, 개인전, 장흥토탈미술관
- 1998년, 장영혜 설치전, 프랑스문화원
- 2000년 6월 15일, 장영혜전, 대안공간풀
- 2004년 9월 3일-10월 31일, 장영혜 중공업이 소개하는 문을 부숴!, 로댕갤러리

## 수상
- 2000년 10월 24일, 제1회 에르메스 코리아 미술상

## 저술
- 논문 『마르셀 뒤샹의 언어의 인식』, 파리 제1대학,1987년

## 같이 보기
- 장영혜중공업